# The Tattooist of Auschwitz
The Tattooist of Auschwitz är en brittisk dramaserie vars första säsong hade premiär på Peacock den 2 maj 2024. Första säsongen består av sex avsnitt. Serien hade Sverigepremiär på Sky Showtime den 7 juni.

## Handling
Serien kretsar kring Lali Sokolov, en judisk man som 1942 hamnade i koncentrationslägret Auschwitz-Birkenau där han tvingades tatuera in identifikationsnumren på sina medfångar.

## Rollista (i urval)
- Harvey Keitel – Lale Sokolov
  - Jonah Hauer-King – Lale Sokolov, som ung
- Melanie Lynskey – Heather Morris
- Jonas Nay – Stefan Baretzki
- Anna Próchniak – Gita
- Karin Ann – Maria
- Yali Topol Margalith – Cilka